# 白莲镇 (将乐县)
白莲镇是中国福建省三明市将乐县下辖的一个镇。

## 行政区划
白莲镇共辖11个行政村，分别是：
白莲村、大王村、天许村、古楼村、大里村、小王村、三溪村、御岭村、堪厚村、铜岭村、村头村。